# Еден Гірлоанта
Еден Гірлоанта (22 жовтня 2000) — ізраїльська плавчиня. Учасниця Чемпіонату світу з водних видів спорту 2019, де в марафонському плаванні на дистанціях 5 і 10 кілометрів посіла, відповідно, 35-те і 38-ме місця.